# Троекурово (село, Чаплыгинский район)
Троеку́рово — село Чаплыгинского района Липецкой области. Административный центр Троекуровского сельсовета.

## География
Село расположено в 28 км на северо-запад от райцентра города Чаплыгин, железнодорожная станция Троекурово на линии Раненбург — Павелец расстояние от Троекурово до Москвы составляет 307 км. от Павелецкого вокзала.

### Улицы
| Название Улиц   |
| --------------- |
| Больничная      |
| Красноармейская |
| Механизаторов   |
| Нефтебаза       |
| Никольская      |
| Новая           |
| Первомайская    |
| Садовая         |
| Сенная          |
| Советская       |
| Совхозная       |
| Ферма           |
| Школьная        |

## История
Возник в 1898 году как посёлок при ж/д станции Троекурово при открытии Раненбург-Павелецкой линии с ветвью на Астапово. Станция была названа по имени села Троекурова (ныне деревня), находившегося в 7 км от железной дороги. Посёлок был причислен к Никольской волости Раненбургского уезда. До 1917 года в посёлке было 30 – 40 домов. Троекурово стало местным центром скупки хлеба.
В 1928 году Троекурово стало центром Троекуровского района Козловского округа Центрально-Чернозёмной области. С 1930 по 1934 год район был расформирован, а его территория входила в состав Лев-Толстовского района. С 1934 по 1963 год Троекурово вновь было центром Троекуровского района Рязанской области, а с 1954 года — в составе Липецкой области. С 1963 года — в составе Чаплыгинского района.
В 1998 году была разобрана ж/д ветка до станции Лев Толстой за ненадобностью и из-за высоких затрат на содержание. Согласно Генеральному плану посёлка Лев Толстой, по ней будет проложена автомобильная дорога.
В 2010 году на территории села был открыт пункт МЧС, который в свою очередь обслуживает такие сёла как Конюшки, Урусово, Ведное, Петелино и др.
В 2014 году в с. Троекурово (Чаплыгинского район) начато тестовое телевизионное вещание пакета цифровых телеканалов РТРС-1. Для приёма цифрового эфирного телевидения абоненту необходимы доступ к системе коллективного приёма телевидения (или комнатная антенна ДМВ диапазона) и цифровой телевизор с тюнером DVB-T2, поддержкой стандарта сжатия видеосигнала MPEG 4 и режима Multiple PLP (либо специальная цифровая приставка к телевизору, с аналогичными характеристиками).

## Население
| 1906 | 1939 | 1959  | 2010 |
| ---- | ---- | ----- | ---- |
| 123  | ↗785 | ↗1488 | ↘971 |

## Инфраструктура
В селе имеются средняя школа (здание построено в 1939 году), детский сад, отделение почтовой связи.

## Достопримечательности
В селе расположена действующая деревянная Церковь Николая Чудотворца (2015)